# Euastacus spinifer

Verbreitungsgebiet von Euastacus spinifer

Bei Euastacus spinifer handelt es sich um eine großwüchsige Flusskrebsart, die in Australien beheimatet ist. Die Tiere zeichnen sich durch eine besonders starke Bedornung aus. Die Art besiedelt die Oberläufe des Hastings River, nordwestlich von Port Macquarie südwärts bis nach Sydney und zu den Blue Mountains bis in die Gegend der Clyde Mountains in der Nähe von Brooman, ein Gebiet, das etwa 55.000 km² umfasst.

## Identifikation
Diese Flusskrebsart bildet in den verschiedenen Flusssystemen ihres ausgedehnten Verbreitungsgebietes unterschiedliche Farben und morphologische Variationen aus.
Der Körper ist in den Blue Mountains meistens grünbraun mit einem leichten rötlichen Muster auf der Oberseite. Auf den Seiten befinden sich orangefarbene, gelbe oder bläuliche Flecken. Die Stacheln sind meistens dunkler, fast schwarz mit gelben oder orangefarbenen Spitzen (insbesondere die Population der Blue Mountains oder in den südlichen Gebieten). Die Scheren sind dunkelgrün bis olivgrün, die Scherenfinger blau oder dunkelgrün. Die Unterseite des Körpers ist orange grün oder cremefarben.
Die Gesamtlänge kann bis zu 24 cm betragen und das Gewicht bis zu 1,8 kg.

## Verhaltensweise und Entwicklung
Diese Krebse ernähren sich hauptsächlich von Detritus, wurden aber auch schon beim Fang von Kaulquappen beobachtet.
Die Weibchen werden mit 14 bis 19 cm Gesamtlänge geschlechtsreif (160–1300 g). Man nimmt an, dass das Auftreten von feinen Härchen rund um die Gonoporen ein Anzeichen für die Geschlechtsreife des Weibchens ist. Die Männchen werden mit 11 cm Länge geschlechtsreif und haben dann ein Gewicht von 50 bis 80 g.
Die Paarung findet im Mai bis Juni statt, wenn die Temperaturen sinken (bis unter 15 °C). Die Weibchen legen ab Mitte Juni ihre Eier, die oval sind und 3,5 mal 2,5 mm messen.
Anfänglich sind die Eier bräunlich und werden im Laufe der Entwicklung dunkler.
Die Eier benötigen für ihre Entwicklung bis zum Schlupf der Larven von Anfang Juli bis spät in den Oktober und dann noch zusätzlich vier bis sechs Wochen zum Durchlaufen des Larvenstadiums. Man nimmt an, dass die Weibchen mit sieben bis acht Jahren, die Männchen mit fünf bis sechs Jahren geschlechtsreif werden.
Diese Art gilt als aggressiv und kannibalisch, hat ein Temperaturspektrum von 9 bis 26 °C und kommt meistens an den tiefen Stellen der Flüsse vor, deren Bodengrund mit Geröll, Kies und Sand bedeckt ist. Die Art lebt in 70 bis 800 Metern über dem Meeresspiegel und bewohnt Gewässer, die von trockenen Eukalyptuswäldern umgeben sind.